# Sybil Shearer
Sybil Louise Shearer (Toronto, 23 febbraio 1912 – Evanston, 17 novembre 2005) è stata una coreografa, ballerina e scrittrice statunitense, acclamata come una "anticonformista" o una "natura mistica" della danza moderna.

## Biografia

### Primi anni ed educazione
Sybil Shearer nacque a Toronto, in Canada, nel 1912, figlia di Constance Augusta e John Porter Shearer, artista commerciale e inventore. La famiglia si trasferì da Nyack a Newark, New York, nel 1924 quando il padre di Sybil trovò lavoro da Bloomer Brothers. Dopo essersi diplomata alla Washington High School di Newark nel 1930 studiò allo Skidmore College di Saratoga Springs, diplomandosi nel 1934. Proseguì poi la danza moderna nei seminari estivi del Bennington College nel Vermont, con Doris Humphrey, Martha Graham e Hanya Holm.

### Carriera
Fu attratta dalla danza dopo aver visto la ballerina russa Anna Pavlova. Trascorse un'estate al Bennington College quando era una mecca della danza moderna e poi passò sette anni di studio e lavoro a New York con artisti del calibro di Doris Humphrey e Agnes de Mille. Il suo primo concerto da solista a Manhattan nel 1941 alla Carnegie Hall, fece scalpore. Poco dopo il suo trionfo a New York, si allontanò dal successo che si stava aprendo per lei, stabilendosi invece nel Midwest americano a metà degli anni '40. Divenne professoressa presso la scuola integrata Roosevelt College (ora Roosevelt University), insieme a molti altri pionieri tra cui il sociologo St. Clair Drake, il chimico Edward Marion Augustus Chandler e il sociologo Rose Hum Lee. Continuò ad esibirsi nell'area di Chicago ed ispirò numerosi studenti di danza, tra cui John Neumeier che diventò direttore dell'Hamburg Ballet.
A Chicago la Shearer incontrò la fotografa Helen Balfour Morrison, con la quale avrebbe trascorso la maggior parte del resto della sua vita. Affermata fotografa di celebrità come Frank Lloyd Wright, Thornton Wilder, Bertrand Russell, la Morrison diventò direttore delle luci, business manager e madre adottiva della Shearer. Si prese cura delle necessità mondani della Shearer e la catturò ossessivamente su pellicola, creando le immagini morte che hanno contribuito a costruire una leggenda della danza. Nel 1951 la Shearer lasciò Roosevelt e si trasferì in una casa e in uno studio costruiti per lei su quello che era, in effetti, il cortile laterale della casa di Northbrook che la Morrison condivideva con suo marito.
Margaret Lloyd disse di Sybil nel suo libro "The Borzoi Book of Modern Dance":
La Shearer fu tra i primi artisti ad affrontare questioni di giustizia spirituale e sociale, come la difficile situazione degli operai, un tema di uno dei suoi pezzi. Trasse idee e ispirazione da una varietà di influenze artistiche, inclusa una lunga corrispondenza con la coreografa e ballerina Agnes de Mille e la scrittrice Virginia Woolf.

### Lavori
Shearer ha raffigurato sia visioni spirituali che debolezze umane nelle sue opere, che erano prevalentemente concerti da solista. Ha creato "In a Vacuum" nel 1941 e "Let the Heavens Open That the Earth May Shine" nel 1947. Ha creato "Once Upon a Time" nel 1951 che era una suite di assoli per personaggi dai nomi fantastici. Shearer ha coreografato opere di gruppo, tra cui "Fables and Proverbs" (1961) e "The Reflection in the Puddle Is Mine" (1963).
L'autobiografia postuma di Sybil, "Without Wings the Way Is Steep" (un titolo tratto da uno delle sue danze) è stata pubblicata nel 2006. È stata tratta da copie scritte a mano che conservava di quasi tutte le lettere che aveva inviato, insieme alle critiche che aveva scritto nel suoi anni successivi e il lavoro di Morrison, inclusa una raccolta di film in cui la Shearer esegue le sue danze davanti a una telecamera fissa nel suo piccolo studio di Northbrook. Questi documenti aiutano a spiegare perché questa eccentrica solitaria, la cui carriera consisteva in gran parte in esibizioni sporadiche negli auditorium dei college del Midwest, che non aveva mai veramente imparato a coreografare per gli altri, o a ballare con qualcun altro, e che non aveva un vocabolario di danza identificabile che potesse essere trasmesso alle generazioni successive, è considerata un gigante nel suo campo.

### Stile
In un libro fotografico di John Martin, la Shearer è spesso vista indossare abiti larghi o costumi altamente teatrali. Combinando la tecnica del balletto e la libertà della danza moderna, la Shearer utilizzava un piede appuntito o flesso, arti lunghi estesi e forme contorte o linee rette del corpo.

### Collaborazioni
Molte delle produzioni della Shearer erano in collaborazione con Helen Balfour Morrison, fotografa e regista che ha documentato la carriera di Shearer.

### Traguardi
La Shearer fu nominata residenza artistica presso l'Arnold Theatre del National College of Education (ora National Louis University) situato a Evanston, Illinois, nel 1962. La scuola cercava un artista di grande calibro che lavorasse nelle vicinanze.
Come artista residente, la Shearer aveva la libertà di creare opere con la sua compagnia, derivate dal suo repertorio, quando e come voleva. Il suo unico obbligo era quello di produrre un pezzo che sarebbe stato eseguito all'assemblea annuale dell'istituto. John Martin del The New York Times scrisse che la nomina della Shearer era stata l'inizio di alleanze formate tra artisti affermati e istituzioni educative.

### La Fondazione Morrison-Shearer
La Morrison-Shearer Foundation, fondata nel 1991 e con sede nella sua casa di Northbrook, Illinois, conserva le opere relative alla carriera nella fotografa di Helen Balfour Morrison e della Shearer. La Morrison-Shearer Foundation, che la Shearer sovvenzionò dopo la morte della Morrison nel 1984, mantiene la proprietà paesaggistica di Jens Jensen di Northbrook e dei suoi edifici come ritiro e archivio di artisti.

### Gli ultimi anni e la morte
La Shearer fece la sua ultima apparizione sul palco all'età di 93 anni, ballando il suo lavoro da solista Flame all'Art Institute di Chicago nel febbraio 2005. Nello stesso anno subì un ictus, morendo all'Evanston Hospital il 17 novembre 2005.

## Trattamento letterario
Sybil Shearer è stata celebrata dal poeta Gary Forrester in The Beautiful Daughters of Men.